# Хуан де Хуанес
Хуан де Хуанес (наст. имя Висенте-Хуан Масип; 1505 или 1510, Валенсия или Фуэнте-ла-Игера — 21 декабря 1579, Бокайренте) — испанский живописец.
Родился в Фуэнте-ла-Игера, близ Валенсии, между 1505 и 1507 гг. Образование получил в Италии через изучение произведений Рафаэля и потом, возвратившись на родину, старался в своих работах подражать стилю этого мастера. Умер в Бокайренте, неподалеку от Валенсии, в 1579 г.
Замечательнейшие из его картин — «Св. Семейство» (в ризнице валенсийского собора), «Крещение Господне» и «Обращение апостола Павла ко Христу» (обе в этом соборе), «Непорочное зачатие» (в церкви иезуитов, в Валенсии), пять картин, изображающих эпизоды из жития св. Стефана (в мадридском музее дель Прадо), «Снятие с креста» (там же) и «Тайная Вечеря» (там же). За пределами Испании произведения Хуанеса составляют большую редкость. В Эрмитаже он представлен картинами: «Богоматерь с Младенцем Христом, детьми Иоанном Крестителем, Иоанном Евангелистом и ангелом», «Сан Висенте Феррер» и «Св. Анна».